# Гранд Отель в Ростове-на-Дону
Гранд Отель в Ростове-на-Дону — бывший отель в городе Ростов-на-Дону Ростовской области. Сгорел в 1911 году.

## История

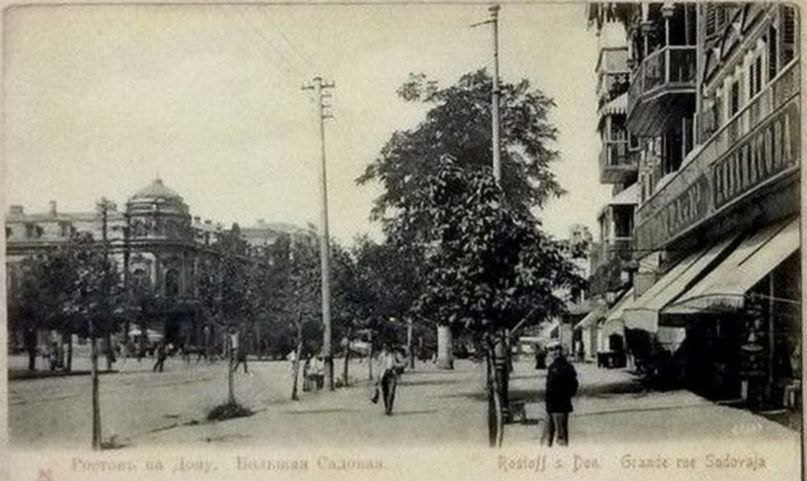
Гранд-отель Кузнецова

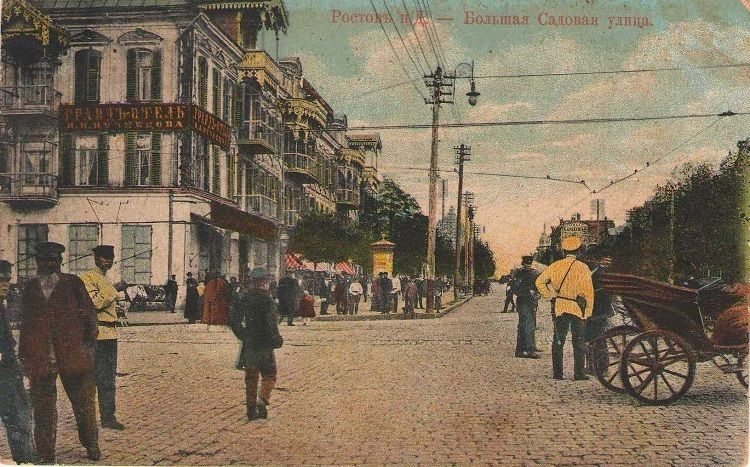
Гранд-отель на ул. Большая Садовая

Здание Гранд-Отеля (гостиница Кузнецова, по имени второго владельца Николая Кузнецова) было построено во второй половине XIX века и стояло в Ростове-на-Дону на северо-восточном углу перекрестка улицы Большой Садовой и проспекта Таганрогского (ныне проспект Будённовский). Первым владельцем отеля был Левтуновский. Это было одно из красивейших трехэтажных кирпичных зданий старого Ростова.
Долгое время Гранд-Отель, находившийся в доходном доме Александра и Александры Петровых, считался главным отелем города. В нем останавливались обычные коммивояжеры и мануфактурщики, дорогие кокотки и иностранцы.
При доме был сад, множество террас, веранд и галерей. Здание освещалось электричеством, в нём работали ресторан, читальня, телефоны, души, ванны. В торговых рядах первого этажа здания размещались фирмы и мастерские: винные погреба Бахсимьянца, магазин Павловского, магазин галантерейных товаров, ювелирных изделий «Парижский Ювелир», магазин часов Марка Миесирова. В 1904 году в здании арендовала помещения для выездных сессий канцелярия Таганрогского окружного суда. На втором и третьем этажах было 60 номеров гостиницы стоимостью от 1 рубля и больше.
23 января 1883 года в отеле от разрыва сердца умер ее первый владелец Левтуновский, а 21 марта этого же года скончался после тяжкой болезни  один из отцов ростовской оперетты Григорий Вальяно.
Криминальная жизнь Ростова также положила на отель глаз. Здесь бывала ростовская «Сонька Золотая Ручка» — Софья Гофман. Дама ходила по незапертым номерам гостиницы и уносила личные вещи постояльцев, если её замечали, то она прикидывалась заблудившейся иностранкой. В 20-е годы Софью Гофман застрелили члены банды Медика и Рейки. Советский сценарист и драматург Николай Федорович Погодин брал прообраз Гофман в свою пьесу «Аристократы».
С 16 марта 1911 года владельцем гостиницы стала фирма «А. Л. Шавгулидзе и Ко» и 11 июля 1911 года в здании случился пожар, который тушили 5 дней. Пожар был такой силы, что в доме Пустовойтова (нынешний ЦУМ) полопались стекла со стороны Садовой. Здание гостиницы полностью сгорело. На этом закончилась история «Гранд-Отель».
В годы советской власти на месте отеля было построено одноэтажное здание, в котором работал магазин Единое рабоче-крестьянское потребительское общество (ЕПО), крупнейший в Ростове и Нахичевани, занимавший по оборотам третье место в РСФСР.
В 30-е годы здание ЕПО было снесено в целях строительства на этом месте многоэтажного жилого дома. Однако Великая Отечественная война война внесла свои коррективы. Стройка началась после войны в 1949 году. Архитектором нового здания был Г. А. Петров, ранее построивший здание Высшей Партийной Школы (ныне Таможенная Академия) и ростовский цирк. В 1952 году, по завершении строительства, в здании разместилась кондитерская «Золотой Колос».
В настоящее время шестиэтажное жилое здание, построенное на месте Гранд-Отеля, на первом этаже занимают магазины и кондитерская «Золотой Колос», выше первого этажа расположены квартиры.